# Побірченко Неоніла Антонівна
Побірченко Неоніла Антонівна — професор кафедри дистанційного навчання Національного авіаційного університету.

## Біографія
Народилася 7 січня 1937 у м. Корсунь-Шевченківський Черкаської області (Україна).
1955 — закінчила Корсунь-Шевченківське педагогічне училище за спеціальністю «Вчитель початкових класів»,
1962 — закінчила Чернігівський педагогічний інститут за спеціальністю «Методика та педагогіка початкової освіти»;
1955—1964 — працювала вчителем математики середньої школи с. Драбівка Черкаської області).
1964—1968 — методист Київського інституту удосконалення вчителів.
1968—1983 — працювала у Науково-дослідному інституті ім. Г. С. Костюка: аспірант (1968—1971), науковий співробітник (1970—1983).
1983—1995 — доцент кафедри психології Державного педагогічного університету імені М. П. Драгоманова.
1995—2003 — працювала в Інституті педагогіки та психології професійної освіти АПН України: старший науковий співробітник, (1995—2002), завідувач відділу психології профорієнтації (2002—2003).
2003 — працює професором кафедри педагогіки та психології професійної освіти Національного авіаційного університету.

## Наукові досягнення
У 1973 р. захистила дисертацію за темою «Динаміка інтелектуального розвитку в учнів 1-6 класів» на здобуття наукового ступеня кандидата психологічних наук за спеціальністю «Педагогічна та вікова психологія».
У 2000 р. захистила дисертацію за темою «Формування особистісної готовності учнів загальноосвітньої школи до підприємницької діяльності» на здобуття наукового ступеню доктора психологічних наук за спеціальністю «Педагогічна та вікова психологія».
Наукові дослідження пов'язані з розробкою авторських програм, за якими працює 15 експериментальних навчальних закладів України у Києві, Львові, Тернополі, Черкасах.
Старший науковий співробітник за спеціальністю «Дитяча педагогічна психологія» (1977), доцент кафедри психології (2002).

## Наукова робота
Має понад 210 друкованих праць.
Основні опубліковані праці:
- Побірченко Н. А. Економіка для дітей. Навальний посібник., К.: Науковий світ. — 2002. — 90 с.
- Побірченко Н. А. Психологічні основи навчання математики в початкових класах. Посібник. -К., Рад. школа., 1985. — 60 с.
- Побірченко Н. А. Формування особистої готовності учнів загально — освітньої школи до підприємницької діяльності: Монографія. К.: Знання, 1999.-286 с.
- Побірченко Н. А. Діловий контакт. Навчальний посібник (укр. і англ. мова). Київ: Науковий світ, 2005. −142с.
- Побірченко Н. А. Людина і праця. Навч. посіб. -К.: Наш час, 2006. — 180 с.

## Нагороди та почесні звання
2000 — почесний знак «Відмінник освіти»
2006 — «За наукові досягнення»